# 天涯の花
『天涯の花』（てんがいのはな）は、宮尾登美子の小説。また、同作品を原作としたテレビドラマ。舞台でも上演された。
小説は、徳島新聞に1996年8月25日から1997年2月23日まで連載された。
ドラマは、NHK総合テレビで1999年11月6日・13日に2週連続で放送された（NHKドラマ館）。

## テレビドラマ

### あらすじ
養護施設で育った平珠子（須藤理彩）は中学卒業を機に徳島県剣山の山中にある剣神社宮司の白塚国太郎（菅原文太）・すぎ（久我美子）夫婦の養女となり巫女としての生活が始まる。山に住むのは白塚夫妻、測候所の職員、夏季に山小屋を営む佐川一家だけ。
電気も通らず訪れる者もほとんどない、さびしく厳しい生活ながら、山に咲く花々は珠子のなぐさめだった。白塚夫婦の愛情、測候所職員の吉田（綿引勝彦）、山小屋を営む佐川（田山涼成）とその家族に温かく見守られ、珠子は成長する。珠子も実の親同様に白塚夫妻に尽くす。
しかし雪崩で吉田が遭難、病気がちだった母・すぎが相次いで亡くなり珠子は山での生活に疑問を感じ始める。ある日、山中で倒れている男を発見した珠子は必死の思いで神社まで男を運ぶ。男は東京からキレンゲショウマを撮影に来たカメラマンの久能（東幹久）だった。珠子の看病を受け、養生を続けるうちに互いは次第に惹かれてゆくが、久能には東京に妻（白島靖代）がいた。
妻と離婚同然の状態の久能は、きちんと離婚をして再び剣山に来ることを誓い、東京に戻る…。珠子は佐川の息子、典夫（山本太郎）から執拗に求婚され一度は傾くが断る。久能との出会い、別れ、再会。キレンゲショウマをはじめ、剣山に咲く花に囲まれた無垢な少女の成長を描く。

### 登場人物とキャスト
- 平珠子：須藤理彩[2]

養護施設で育つ。中学卒業とともに白塚夫妻の養子となる。
- 白塚国太郎：菅原文太

剣神社の神職。珠子の養父。愛情と厳しさをもって珠子を育てる。
- 白塚すぎ：久我美子

国太郎の妻で珠子の養母。病弱で珠子を迎えてほどなく死亡する。
- 吉田：綿引勝彦

測候所職員で通年山頂で生活する数少ない存在。珠子をかわいがるが雪崩で遭難死する。
- 佐川：田山涼成

山頂で山小屋を営む。冬場は一家で里に下りる。
- 佐川典夫：山本太郎

佐川の息子で珠子の友達。次第に珠子に恋愛感情を抱き執拗に求婚する。
- 久能：東幹久

東京からキレンゲショウマを撮影に来たカメラマン。山で大ケガをして珠子に助けられる。
- 久能の妻：白島靖代

久能との結婚生活は事実上破綻している。久能を迎えに剣山を訪れる。
- 久能の妻：阿知波悟美
- 養護施設教諭：藤田弓子
- 養護施設教諭：森本レオ
- 隆子：緒沢凛
- 小笠原亜里沙
- 若松俊秀
- 北見唯一

### スタッフ
- 脚本：田中晶子[1]
- 音楽：猿谷紀郎[1]
- 演出：門脇正美

### サブタイトル
1. 地に咲く花
2. 天に咲く花

## 舞台
1999年1月、舞台化され、新橋演舞場で上演された。松たか子初の座長公演でもある。

### キャスト
- 平珠子：松たか子
- 久能卓郎：内野聖陽
- 白塚国太郎：江原真二郎（小林桂樹が演じる予定だったが、病気により降板）
- 木暮真代：長谷川稀世
- 久能の妻：戸川京子
- 佐川典夫：伊崎充則
- 仲本工事
- 梅沢昌代

### スタッフ
- 脚本：大薮郁子
- 演出：栗山民也